# 시몬 마키노크
시몬 마키노크(덴마크어: Simon Makienok, 1990년 11월 21일, 덴마크 네스트베드 ~)는 덴마크의 축구 선수이다.

## 클럽 경력

### 브뢴비 IF

#### 2011-12 시즌
마키노크는 2012년 1월 28일 55만 유로에 HB 코이에에서 브뢴뷔 IF에 입단했고 계약 기간은 4년이다. 시몽은 등번호 9번을 수여받았다. 그는 2012년 3월 4일 쇠네르위스케를 1-0으로 이긴 경기에서 데뷔전을 치렀다. 마키노크는 FC 노르셸란을 원정에서 2-1로 승리한 2012년 3월 18일에 이적후 첫 골을 넣었다.
마키노크는 리그와 컵 경기를 포함해 33경기에 출전하여 11골을 넣으며 시즌을 마감했다.

#### 2012-13 시즌
마키노크는 리그와 컵 경기를 포함해 34경기에 출전하여 15골을 넣으며 시즌을 마감했다.

#### 2013-14 시즌
2013년 8월 20일, 브뢴뷔 IF는 러시아 클럽에게서 어린 공격수에 대해 380만 유로의 제안을 받아들였다고 밝혔다. 마키노크는 그 제안에 대해서 "돈은 모든 것이 아니다."라고 밝히며, 브뢴뷔에 머물기로 결정하였다. 다수의 덴마크 신문사의 보도에 따르면, 그가 러시아 클럽 FC 테레크 그로즈니의 주당 34000 유로의 제안을 거부했다고 한다.
시몬은 다수의 언론에 따르면 2013년 동안 몇몇 프랑스 클럽들과 잉글랜드 클럽 크리스털 팰리스와 풀럼의 관심을 받았다고 한다. 마키노크 의 몸값은 최소 4백만 유로로 보고되었다. 일부 덴마크 언론들이 따르면 마키노크 가 2014년 여름 시장에 새로운 도전을 하기 위해 연장 계약 제안을 거부했다고 한다.
마키노크는 리그와 컵 경기를 포함해 25경기에 출전하여 13골을 넣으며 시즌을 마감했다.

#### 2014-15 시즌
7월 31일에 마키노크는 클뤼프 브뤼허에게 0-3으로 패배한 원정 경기에서 유럽 클럽 대항전 데뷔를 하였다. 여름 이적 시장 마지막 주에 마키노크를 상대로 외국 클럽들의 관심이 보인다는 루머가 전해졌다. 덴마크 언론에 따르면 팔레르모, 아탈란타, 체세나 등의 세리에 클럽들로 밝혀졌고 스코틀랜드 팀 셀틱이 그의 몸값으로 300만 유로를 제시했다고 한다.

### 팔레르모

#### 2014-15 시즌
2014년 8월 30일 시몬은 마침내 새롭게 승격한 이탈리아 클럽 팔레르모와 4년 계약을 맺었다. 이적료는 350만 유로로 보고되었다.

## 사생활
2013년 8월에 시몬 마키노크는 그보다 16살 연상인 덴마크 TV 진행자 이비 스퇴빙과 연애를 시작했다. 이비는 전직 축구 선수 토비아스 그란 사이에서 태어난 아들이 한 명있다. 마키노크 와 이비는 개인 블로그인 crystalkidbabyshark.com을 공개했고, 마키노크는 2014년 4월 4일에 이비에게 청혼을 했다. 그들은 약혼을 한 상태이다.